# 톰 트루프
톰 트루프(Tom Troupe, 1928년 7월 15일 ~ 2025년 7월 20일)는 미국의 작가, 배우이다.

## 출연 작품
- 아이다호 (1991년) - 잭 페이버 역
- 썸머 스쿨 (1987년)
- 켈리의 영웅들 (1970년)
- 닥터 웰비 (1969년)
- 체 게바라 (1969년)
- 코만도 전략 (1968년)
- 벤 케이시 (1961년)

### 텔레비전
- 샌프란시스코 수사반 (1972년)
- 형사 맥밀란 (1971년)